# Турсіфал
Турсіфал (порт. Turcifal; МФА: [tuɾ.si.ˈfaɫ]) — парафія в Португалії, у муніципалітеті Торреш-Ведраш. Розташована в західній частині країни, на теренах історичної португальської провінції Ештремадура. Входить до складу округу Лісабон. За адміністративним поділом, чинним до 1976 року, терени парафії були складовою провінції Ештремадура. Належить до Лісабонського патріархату Католицької церкви. Патрон — Марія Магдалина. Площа — 24,7002 км². Населення — 3342 ос. (2011). Середньо урбанізований регіон. Густота населення — 135,3 осіб/км²
. Код — 111317.

## Населення
| Кількість мешканців | Кількість мешканців | Кількість мешканців | Кількість мешканців | Кількість мешканців | Кількість мешканців | Кількість мешканців | Кількість мешканців | Кількість мешканців | Кількість мешканців | Кількість мешканців | Кількість мешканців | Кількість мешканців | Кількість мешканців | Кількість мешканців |
| ------------------- | ------------------- | ------------------- | ------------------- | ------------------- | ------------------- | ------------------- | ------------------- | ------------------- | ------------------- | ------------------- | ------------------- | ------------------- | ------------------- | ------------------- |
| 1864                | 1878                | 1890                | 1900                | 1911                | 1920                | 1930                | 1940                | 1950                | 1960                | 1970                | 1981                | 1991                | 2001                | 2011                |
| 2 259               | 2 340               | 2 665               | 2 724               | 2 864               | 2 828               | 2 955               | 2 919               | 3 029               | 2 998               | 2 584               | 2 665               | 2 882               | 3 008               | 3 342               |